# Indobenthosuchus
Indobenthosuchus is een geslacht van uitgestorven  stereospondyle temnospondyle Batrachomorpha (basale 'amfibieën'), dat tijdens het Vroeg-Trias leefde in het gebied van het huidige India.
In 1961 benoemde C. Tripathi een Bothriceps panchetensis. De soortaanduiding verwijst naar de Panchetformatie. Het holotype is GSI 17890, een schedeldak gevonden in de Bengalen. In 1969 maakte hij hiervan het aparte geslacht Indobenthosuchus. De geslachtsnaam combineert verwijzingen naar India en het geslacht Benthosuchus.